# Rhyothemis obsolescens
Rhyothemis obsolescens – gatunek ważki z rodziny ważkowatych (Libellulidae).